# Кулюмбэ
Кулюмбэ (Кулюмбе, Колюмбэ, в истоке — протока Оё) — река в России, впадает в Хантайское водохранилище, протекает по территории Таймырского Долгано-Ненецкого района Красноярского края. До наполнения Хантайского водохранилища Кулюмбэ была левым притоком Хантайки и её длина составляла 232 км, а площадь водосборного бассейна — 11500 км².

## Название
Название реки происходит от эвенкийского антропонима.

## Описание
Кулюмбэ начинается на высоте 358 м над уровнем моря, вытекая из озера Среднекулюмбинское. Генеральным направлением течения реки является запад. В урочище Рукава Кулюмбе впадает с восточной стороны в залив Кулюмбе на высоте 60 м над уровнем моря в южной части Хантайского водохранилища.

## Данные водного реестра
По данным государственного водного реестра России, Кулюмбэ относится к Енисейскому бассейновому округу, водохозяйственный участок реки — Хантайка от истока до Усть-Хантайского гидроузла, речной подбассейн реки — Енисей ниже впадения Нижней Тунгуски. Речной бассейн реки — Енисей.
Код объекта в государственном водном реестре — 17010800312116100104883.